# SM Tb 57T
SM Tb 57T – austro-węgierski torpedowiec z początku XX wieku i okresu I wojny światowej, ósma jednostka typu Kaiman. Do 1913 roku nosił nazwę Narwal, od roku 1917 sam numer 57. Skrót przed numerem SM Tb oznaczał Seiner Majestät Torpedoboot (torpedowiec Jego Cesarskiej Mości).

## Historia
Stępkę pod budowę okrętu położono w stoczni Stabilimento Tecnico Triestino (STT) 19 czerwca 1906 roku, kadłub wodowano 17 grudnia tego roku, a okręt oddano do służby 15 czerwca 1908 roku (wraz z budowanymi równolegle „Hai” i „Möve”). Początkowo nosił nazwę „Narwal”, lecz od 1 stycznia 1914 roku zastąpiono ją przez alfanumeryczne oznaczenie 57T („T” oznaczało, że okręt zbudowano w Trieście). Rozkazem z 21 maja 1917 roku z oznaczenia torpedowca usunięto ostatnią literę i do końca wojny nosił on tylko numer 57. 
Okręt brał udział w I wojnie światowej. 
Po wojnie okręt w ramach podziału floty Austro-Węgier przekazano Wielkiej Brytanii, która sprzedała go w 1920 roku włoskiej stoczni złomowej.

## Opis
Okręt posiadał dwa kotły parowe typu Yarrow i jedną pionową czterocylindrową maszynę parową potrójnego rozprężania. Okręt uzbrojony był w cztery armaty kalibru 47 mm L/33 (po dwie na każdej z burt) oraz trzy wyrzutnie torped kalibru 450 mm. W 1915 roku uzbrojenie wzmocniono pojedynczym karabinem maszynowym Schwarzlose 8 mm.